# Suchoj Su-7
Suchoj Su-7 (V kódu NATO "Fitter-A") byl sovětský proudový taktický bombardér, který vznikl v padesátých letech 20. století. První prototyp vzlétl roku 1955 a letoun se začal sériově vyrábět od roku 1957. Původně byl zamýšlen jako taktický stroj určený pro manévrový vzdušný souboj, ale v této roli se neujal. Na druhou stranu se brzy objevila verze Su-7B, která se v 60. letech stala hlavním sovětským stíhacím bombardérem a útočným letounem. Su-7 byl ve své jednoduchosti robustní, ale mezi jeho nedostatky patřily krátký dolet a slabší výzbroj. Bylo počítáno s tím, že tento stroj bude schopný provádět jaderné útoky a že bude muset operovat z nezpevněných vzletových ploch. Proto byl podvozek vybaven koly s nízkotlakými pneumatikami a doplněn hydraulicky vysouvatelnými ližinami.
Letouny Suchoj Su-7 byly i ve výzbroji Československé lidové armády.

## Vývoj

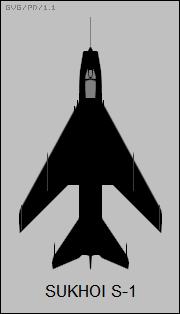
Nákres prototypu S-1.

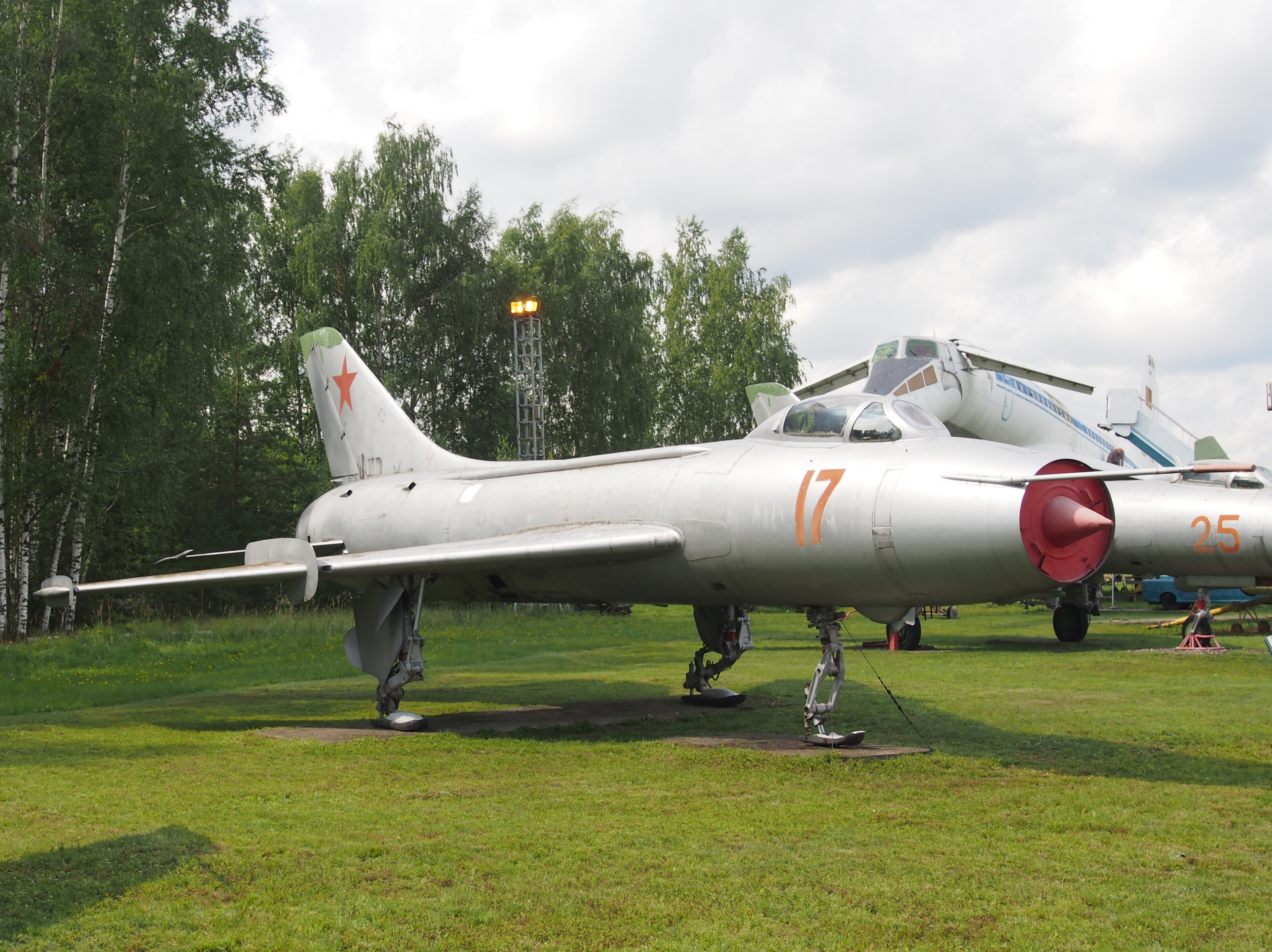
Lyžemi vybavený Su-7 (S-26) v muzeu v Moninu

Pavel Suchoj začal kariéru leteckého konstruktéra ve 30. letech 20. století v ruském vývojovém leteckém úřadě (v ruštině OKB), který řídil v té době Andrej Tupolev. V době německé invaze do SSSR v létě 1941, se Suchoj vypracoval na vedoucího své vlastní konstrukční kanceláře. Avšak přesto, že se mu podařilo navrhnout několik slibných konstrukcí, z mnoha důvodů ani jedna z nich neuspěla, přičemž v roce 1949 bylo výsledkem zavření konstrukční kanceláře. V roce 1953 se, po Stalinově smrti, podařilo Suchoji vrátit do čela své konstrukční kanceláře. Prvním úkolem obnovené kanceláře byl vývoj nové taktické a záchytné stíhačky pro vzdušné síly SSSR (VVS). Základem obou strojů měl být pokročilý motor AL-7F s přídavným spalováním, který se vyvíjel v továrně na výrobu motorů, jejímž šéfem byl Archip Ljulka.
Na základě doporučení získaných od Ústředního institutu aerodynamiky a hydrodynamiky (CAGI) Suchoj představil dva konstrukční návrhy, které byly velmi podobné, až na rozdílné uspořádání nosné plochy. První z nich měl delta křídlo, a tovární písmeno "T" (jako treugolnyj - trojúhelníkovitý). Byl zvažován k použití v roli taktické a zároveň i záchytné stíhačky, a nesly označení T-1 a T-3, přičemž T-3 (záchytný stíhač) měl zabudovaný radar. Druhý návrh obsahoval šípové křídlo, a byl označován jako "S" (strelovidnyj - šípovitý). Jako prototyp taktické stíhačky byl označen S-1. Oba stroje měly v přední části otvor pro přístup vzduchu k motoru a výfuk v zadní části, šípovité ocasní plochy a bublinový překryt kabiny.
Jak se ukázalo, výběr delta křídla pro záchytnou stíhačku byl dobrým krokem pro kvalitní výkon ve velkých výškách. Návrh T-1 byl zanechán, ale koncept záchytného stíhače T-3 se později vyvinul do stroje Suchoj Su-9. Koncept S-1, se šípovitým křídlem, poskytoval lepší ovladatelnost v menších výškách, čímž ho dělal vhodným na roli taktické stíhačky. Bylo uděleno povolení k zahájení vývoje, přičemž první prototyp a stroj na pozemní zkoušky byly postaveny v roce 1955. Prototyp S-1 se poprvé vznesl 8. září 1955, pilotovaný zkušebním pilotem A. G. Kočetkovem.
Koncept S-1 byl pro sovětské letectvo velkým krokem vpřed, ale zkušební lety neprobíhaly až tak hladce. Motory AL-7F se ukázaly problematickými. Přesto bylo evidentní, že stroj měl vysoký potenciál; během zkušebního letu v dubnu 1956 s ním dosáhl pilot V. N. Machalin rychlosti 2 170 km/h v přímém letu, což bylo mnohem více než stanovovaly požadavky. Ještě předtím než byl stroj odeslán k vojsku na letové zkoušky, bylo uděleno povolení k produkci malé série, určené na zkoušky, pod názvem Su-7. Letadlo bylo představeno 24. června 1956 na letecké přehlídce na letišti Tušino u Moskvy. Pozorovatelé NATO mu udělili kódové označení "Fitter", což bylo později po zavedení novějších verzí Su-7 upravené na "Fitter-A".
Verze "Fitter-A" byla jednou z prvních sovětských nadzvukových stíhaček a trpěla podobnými omezeními jako v té době mnoho jejích protivníků - nízká výdrž, malý dolet a omezený náklad zbraní (1 000 kg). Typická výzbroj Su-7 zahrnovala:
- 2 ks 500 kg pum FAB-500
- 2 podvěsné raketnice, každá s 16 kusy 57 mm neřízených raket
- 2 podvěsy, na kterých bylo upevněných sedm 16 cm neřízených raket
- 2 neřízené rakety ráže 240 mm

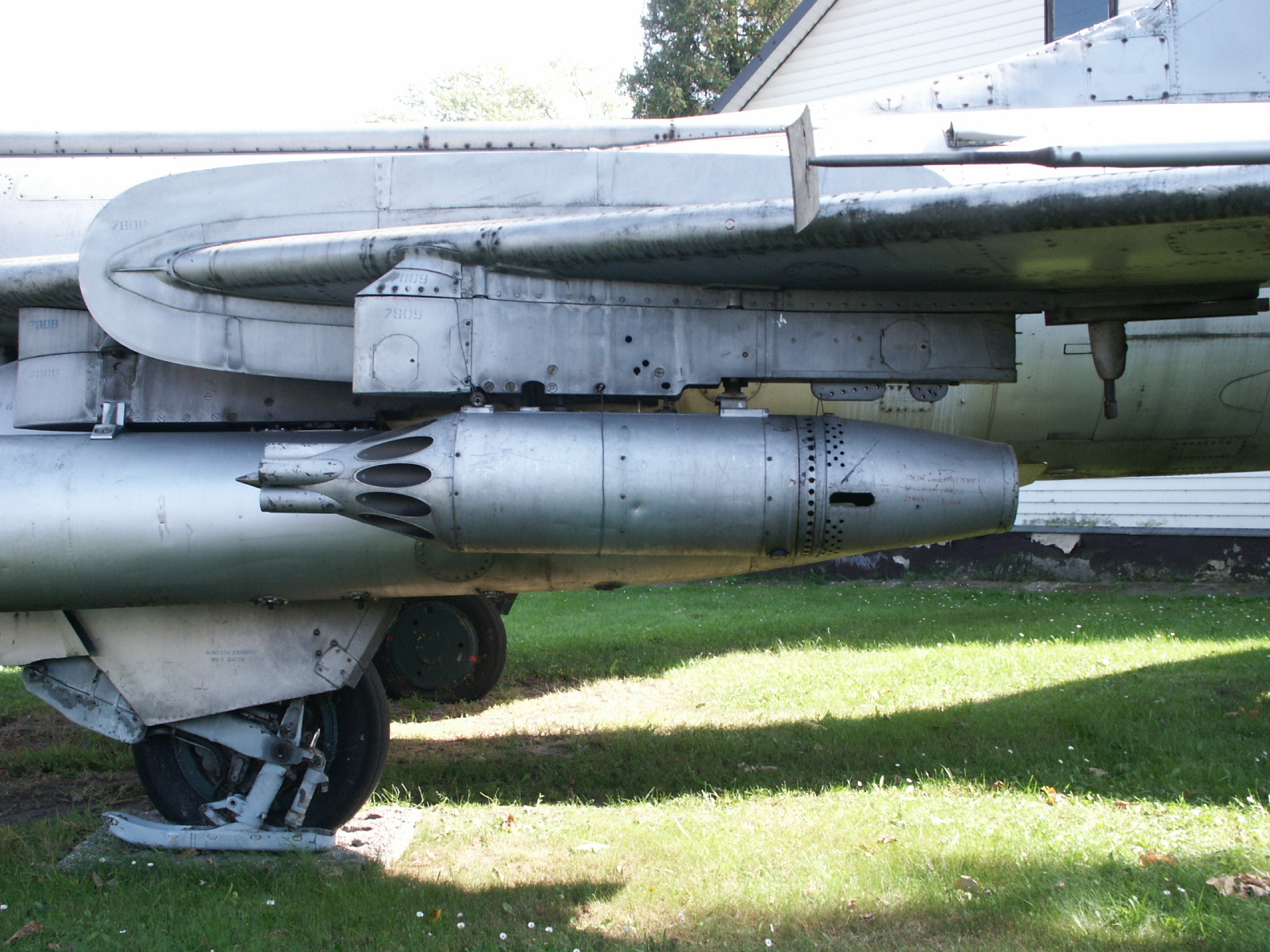
Pohled na jednu z lyží na podvozku Su-7BKL a podvěšené raketnice s 16 kusy 57 mm raket

Let bez přídavných palivových nádrží byl možný, přičemž vznikl dodatečný prostor pro nesení dalších zbraní, ale to tak dramaticky zkrátilo dolet, že tato konfigurace se téměř nepoužívala.
Letadla Su-7 trpěla vysokou vzletovou a přistávací rychlostí a při troše neopatrnosti se mohlo zřítit i přes relativně vysoké rychlosti a narazit na přistávací dráhu. Kvůli tomu byly zavedeny dvojité brzdící padáky, což po přistání umožnilo prudce snížit rychlost a zamezit nehody. Na zkrácení vzletu se používaly rakety RATO, které byly po vzletu odhozeny, ale kvůli své vysoké ceně byly používány jen zřídka. Letadlo také trpělo tuhým řízením, které však bylo kompenzováno spolehlivým a efektivním autopilotem.
Mezi jeho kladné vlastnosti patřil například dvojitý kanón NR-30 jehož střelba byla nesmírně účinná. Střílel náboje ráže 30 × 155 mm, což bylo více než srovnatelný západní kanón ADEN/DEFA, střílející náboje ráže 30 × 113 mm. Letadlo bylo zároveň velmi stabilní zbraňovou platformou, bylo snadno ovladatelné, schopné letět velmi rychle a hladce těsně nad zemí a bylo nebezpečné pro jakéhokoliv protivníka, který se na něj odvážil v malé výšce zaútočit. Bylo velmi odolné, což je pro útočný bombardér velkou výhodou, jeho motor AL-7F mohl nasát i větší předměty a nepoškodil se, co by v případě srovnatelného západního motoru skončilo jeho destrukcí. Říká se, že na letadle nebylo ani jediné označení "nestoupat" a pitotova trubice byla tak pevná, že se na ní daly dělat shyby.

## Varianty

### Su-7BM

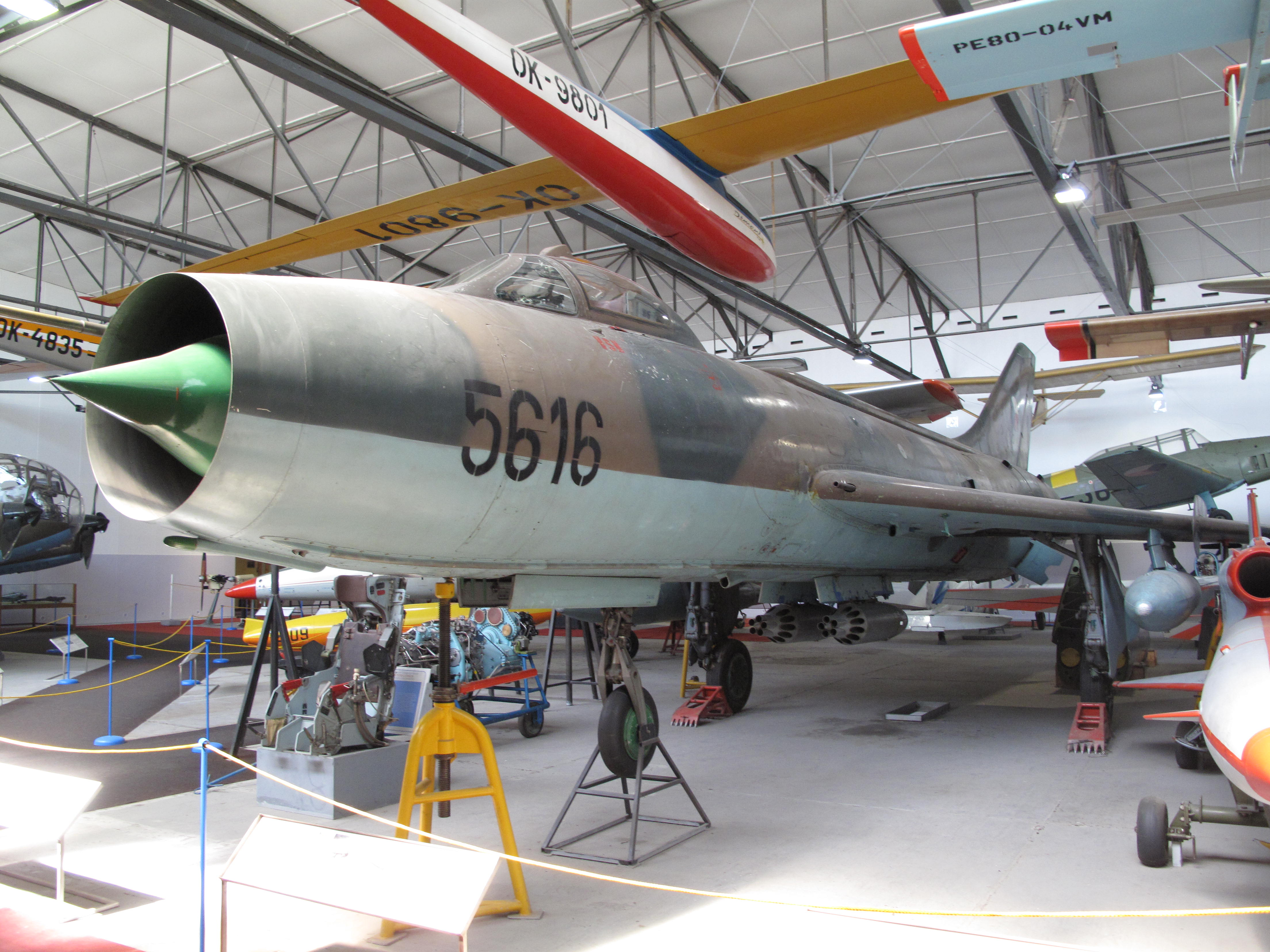
Suchoj Su-7BM v kbelském muzeu, 2010.

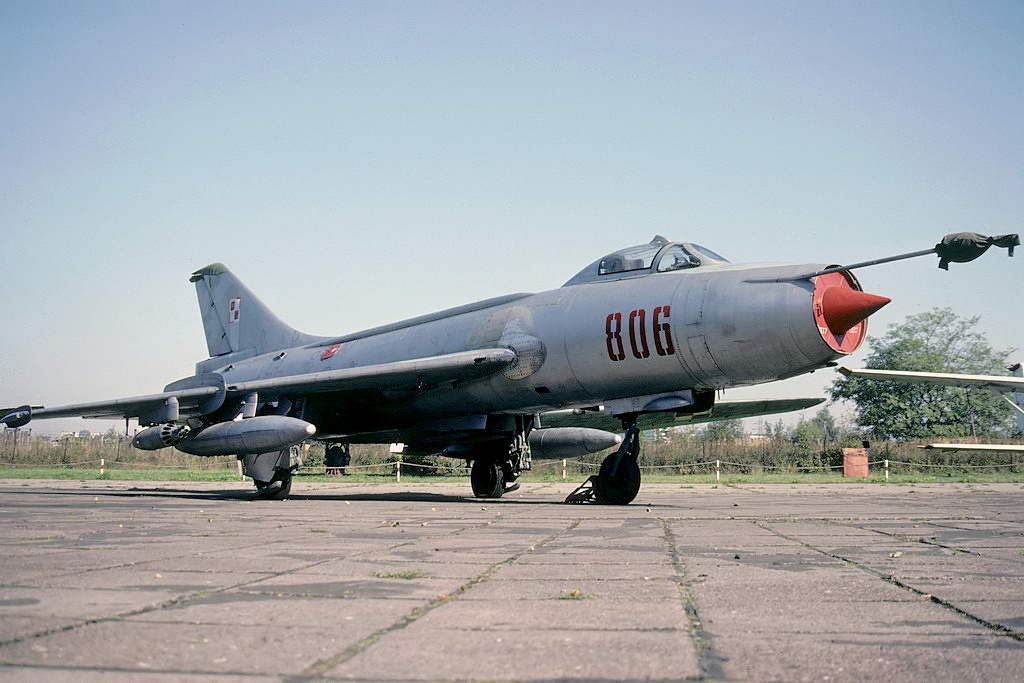
Polský Su-7BKL v roce 1991. Tento letoun patřil ke 3. stíhacímu-bombardovacímu leteckému pluku než byl v prosinci 1989 po osmnácti letech služby vyřazen

Zjistíc nedostatky u Su-7 předložilo sovětské vojenské letectvo požadavek na prodloužení doletu ještě předtím, než byl Su-7B zařazen do první linie. Výsledkem byl Su-7BM, přičemž písmeno "M" znamenalo "modernizovaný". Měl instalované křídlové nádrže, jež zvýšily zásobu neseného paliva na 3 755 litrů. Také byly upraveny podkřídelní závěsníky, aby byly schopny nést čtyři 620 litrové přídavné nádrže, používané při přeletech.
Jiná zlepšení zahrnovala systém pro snížení nebezpečí nasátí cizího předmětu do motoru, za použití výfukových plynů z motoru, hnané přes potrubí do přední části, který čistil cestu před letadlem; autopilota, vylepšenou avioniku; motor AL-7F-1-150 s tahem větším o 5% při použití přídavného spalování a vystřelovací sedadlo KS-3. Su-7BM byl do služby zařazen v roce 1963, přičemž do roku 1965 jich bylo postaveno 290.

### Su-7BKL a Su-7BMK
Další sériově vyráběnou verzí byl Su-7BKL. Hlavní změnou oproti předchozím verzím byl nový podvozek určený k provozu v drsných podmínkách, s větším předním hydraulicky ovladatelným kolem a pomocnými ližinami přidanými na hlavní podvozkové nohy, určené pro operace na rozbahněném a zasněženém terénu. Byly zkoušeny i stroje s čistě ližinovým podvozkem, které byly překvapivě velmi zdařilé, avšak zůstalo při klasické formě podvozku. Zásoba neseného paliva byla opět zvětšena přidáním nádrže do trupu, zvýšíce tak nesené množství paliva na 4 030 litrů. Byly také zavedeny objemnější přídavné palivové nádrže, které mohly pojmout 950 a později až 1 150 litrů paliva; takové nádrže mohl Su-7BKL nést jen dvě.
Další změny zahrnovaly:
- Nový brzdicí systém, s dvojitým brzdicím padákem umístěným do charakteristického výčnělku u kořene ocasu
- Úchyty pro pomocné vzletové rakety Rato v zadní části trupu
- Vystřelovací sedačku KS-4, která měla jako první schopnost katapultáže z nulové výšky při minimální rychlosti 140 km/h
- Motor AL-7F-1-250, který měl delší interval mezi opravami
- Vylepšenou avioniku a zbraňové systémy
- Zpětné zrcátko namontované na vrchu kokpitu, které bylo zavedeno během pozdní výroby
- Nové pylony pod každým křídlem, kterými pak byly zpětně osazeny i starší stroje

Od konce 60. let často nesl Su-7 kontejner s radarovým rušičem SPS-141. Su-7BKL byl sériově vyráběn od roku 1965, přičemž do zastavení výroby v roce 1971 bylo vyrobeno 267 ks.
Exportní verze Su-7BKL se nazývala Su-7BMK, který byl zaveden do výroby spolu s Su-7BKL. Byl velmi podobný jako Su-7BKL, kromě podvozku, který byl převzat z verze Su-7BM a neměl zbraňový počítač. Celkem bylo do roku 1971 vyrobených 441 Su-7BKL.

### Su-7U a Su-7UMK

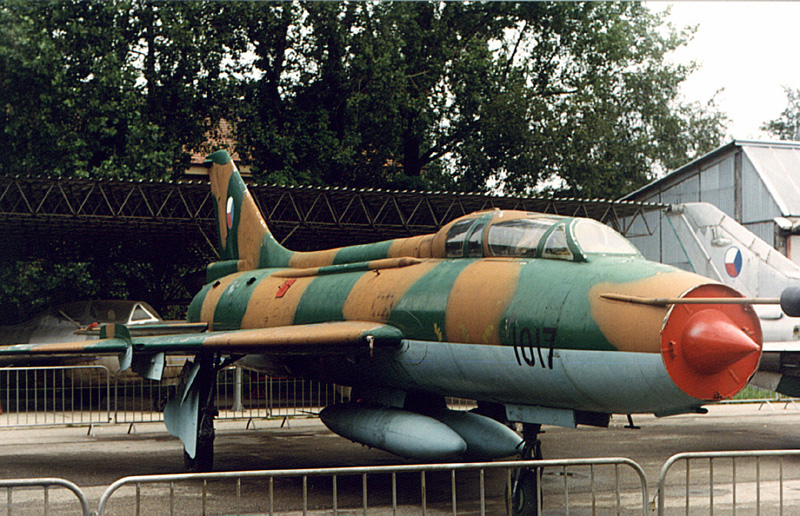
Suchoj Su-7UMK v kbelském muzeu, 1998.

V době kdy byl Su-7 ve velkých množstvích zaváděn do služby v letectví SSSR, hlavním sovětským pokročilým cvičným letadlem byl MiG-15UTI, který byl vnímán jako stroj s nedostatečným výkonem, potřebným aby se piloti vyškolili na nadzvukové letouny, které se v 60. letech dostávaly do služby. Po vypracování několika projektů v roce 1964, bylo konstrukční kanceláři Suchoj v roce 1964 uděleno povolení na vývoj dvoumístné cvičné verze Su-7, která měla interní označení "U-22", přičemž písmeno "U" znamenalo  učebnyj - cvičný.
Byly postaveny 2 prototypy, a první z nich se vznesl 25. října 1965, pilotovaný zkušebním pilotem J.E. Kukuševem. Tento stroj byl zaveden do sériové výroby jako Su-7U, v roce 1966, přičemž do skončení výroby v roce 1971 bylo postaveno 367 ks. Některé z nich byly přiděleny k protivzdušné obraně, která byla oddělenou součástí vzdušných sil SSSR. Šlo o zvláštní krok, protože protivzdušná obrana neměla ve výzbroji žádné Su-7, ale kvůli nedostatku nadzvukových cvičných letadel se musela spokojit se strojem Su-7U. Stroji bylo v kódovém označení NATO přiděleno jméno "Moujik" (Mužik).
Stroj Su-7U konstrukčně vycházel z verze Su-7BM, s avionikou, dvojitým brzdícím padákem a úchyty na pomocné vzletové rakety Rato převzatými ze stroje Su-7BKL. Trup byl rozšířen o 20 cm, aby se vytvořilo místo pro druhý kokpit. Za kokpitem se táhl viditelný tunel, ve kterém byla uložena kabeláž a palivové vedení ve snaze oddělit jich co nejvíc od horkého motorového prostoru.
Mezi předním a zadním kokpitem byla bariéra, přičemž instruktor na zadním sedadle komunikoval s žákem na předním sedadle pomocí interkomu. Obě části kokpitu byly samostatně přetlakované. Zadní sedadlo nebylo vyvýšené a tak měl instruktor velmi špatný výhled směrem dopředu. Aby se tento nedostatek odstranil, byl zabudován periskop, který se vztyčil po vysunutí podvozku. Žák i učitel seděli na vystřelovacích sedačkách KS-4, které obsahovaly systém postupného opuštění letadla, ve snaze zabránit kolizi při současné katapultaci obou pilotů.
Podvozek byl upraven přidáním kapalného chladicího systému, což umožňovalo opakované vzlety a přistání, jak to cvičení vyžadovalo. Ve skutečnosti bylo letadlo schopné boje, ponechalo si svůj dvojitý kanón NR-30 a bojovou avioniku, i když přidání druhého sedadla snížilo zásobu neseného paliva a snížilo kapacitu nesených zbraní. Do tohoto stroje byl zabudován motor AL-7F-1-200.
Paralelně s cvičným Su-7U byla od roku 1968 až do konce výroby vyráběna i exportní verze Su-7UMK, přičemž bylo vyrobeno 44 ks. Až na drobné rozdíly v avioniky byla shodná s Su-7U a zachovala si kódové označení NATO "Moujik".

## Služba
Přestože Su-7 nebyl v SSSR nikdy bojově nasazen, zúčastnil se několika konfliktů v zahraničí.

### Egypt

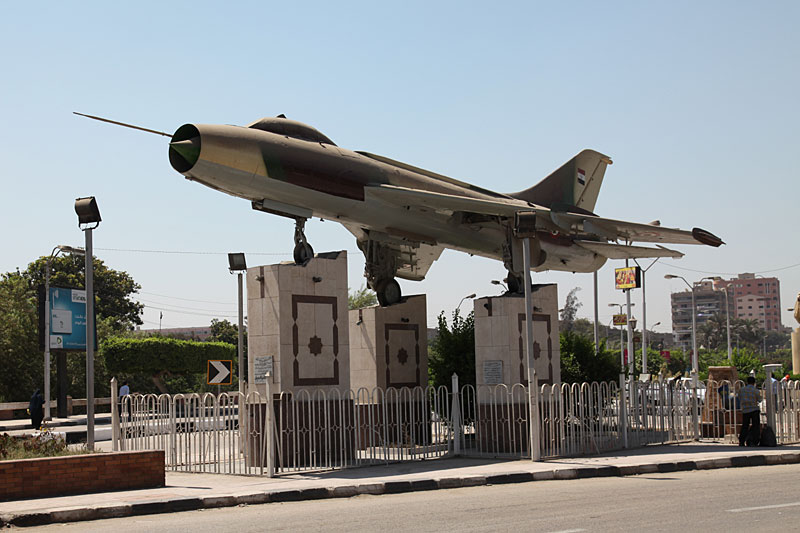
Památník se Su-7 v Egyptě

Egypt obdržel kolem 64 ks verze Su-7BMK, které byly po začátku šestidenní války v červnu 1967 k dispozici, přičemž několik jich bylo zničeno na zemi. Avšak Sověti velmi rychle znovu vyzbrojili egyptské vzdušné síly do původní velikosti a Su-7 se ukázal být užitečným letadlem během lokálních šarvátkách v následujících letech. Zúčastnil se útoků na izraelské cíle na Sinajském poloostrově a po útoku velkou rychlostí unikal na domovské základny, aby se vyhnul stíhačkám izraelských vzdušných sil. Byl také použit na taktický průzkum, nesouce kontejner osazený britskými kamerami Vinten. Tato verze posloužila během války Jom Kippur. Egypťané byli s letadlem tak spokojeni, že v 80. letech mnohá z nich modernizovali vylepšenou avionikou.

### Indie
Indické vzdušné síly použily své Su-7 Fitter-A během Indo-Pákistánské války v roce 1971, kdy uskutečnil téměř 1 500 vzletů, přičemž ani jeden nebyl ztracen i přes intenzivní protileteckou palbu. Dva stroje byly zasaženy pákistánskými střelami Sidewinder a oběma se podařil bezpečný návrat na základnu.
Celkově je možné říci, že piloti si Su-7 oblíbili, i když si uvědomovali některá jeho omezení a některým dělala problém vysoká přistávací rychlost. I přesto, že Sověti považovali první verze Su-7 za jen o něco lepší než starší stroje MiG-17, postupným vývojem byly do výzbroje zařazované nové verze Su-7, nahradily starší a tyto pak sloužily spolehlivě až do 80. let, kdy byly postupně vyřazovány ze služby.

## Uživatelé

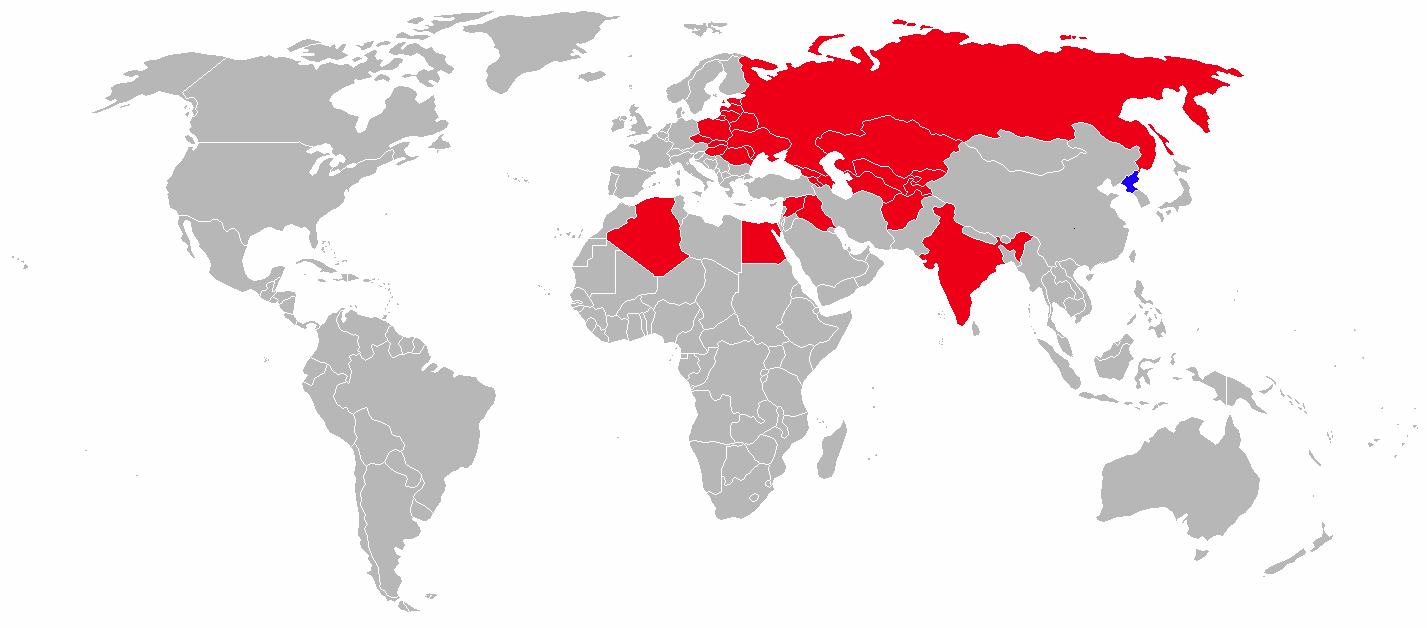
Uživatelé Su-7
Bývalí
Současní

Su-7 se stal jednou z největších opor taktického letectva SSSR. Byl také vyvezeno do mnoha zemí Varšavské smlouvy, i jiných spřátelených zemí, jako například do Afghánistánu, Alžírska, Kuby, Egypta, Indie, Iráku, Libye, Severní Koreje, Sýrie a Vietnamu. Ve vzdušných silách SSSR a zemích Varšavské smlouvy byly první verze Su-7 ponechány v tovární barvě kovu. To však nebylo pro nízko letící útočné letadlo praktické a tak bylo vyvinuto množství kamuflážních schémat, většina zahrnovala bleděmodrou spodní část trupu a kamuflážní pole různých barev na vrchu stroje, které se lišily od země k zemi, podle oblasti ve které sloužil.

### Současní
Severní Korea
- Letectvo Korejské lidové armády – v roce 1971 obdrželo nejméně 28 Su-7BMK/-7UMK. Letouny byly objednány v roce 1969.

### Dřívější
Afghánistán
- Afghánské letectvo – 24 Su-7BMK a 16 Su-7U cvičných bylo do Afghánistánu dodáno od roku 1972. Neustálé boje, vysoká nehodovost ve velké výšce a špatná údržba způsobily značné opotřebení. Během 80. let bylo dodáno dalších 79 náhrad ze sovětských zásob. Žádný nezůstal v provozu.

 Alžírsko
- Alžírské letectvo – 40 Su-7BMK.[2]

 Československo
- Československé letectvo – od roku 1963 bylo prvním zahraničním provozovatelem Su-7. Celkem provozovalo 64 Su-7BM, 31 Su-7BKL a Su-7U. Během operační služby bylo při nehodách ztraceno 30 letadel. Zbývající letadla byla vyřazena v roce 1990.

 Egypt
- Egyptské letectvo – První várka 14 Su-7BMK byla zničena během Šestidenní války. V letech 1967–1972 obdržel Egypt dalších 185 Su-7BMK/SU-7UMK. Stroje, které přežily jomkipurskou válku s Izraelem, byly v polovině 80. let vyřazeny.

 Indie

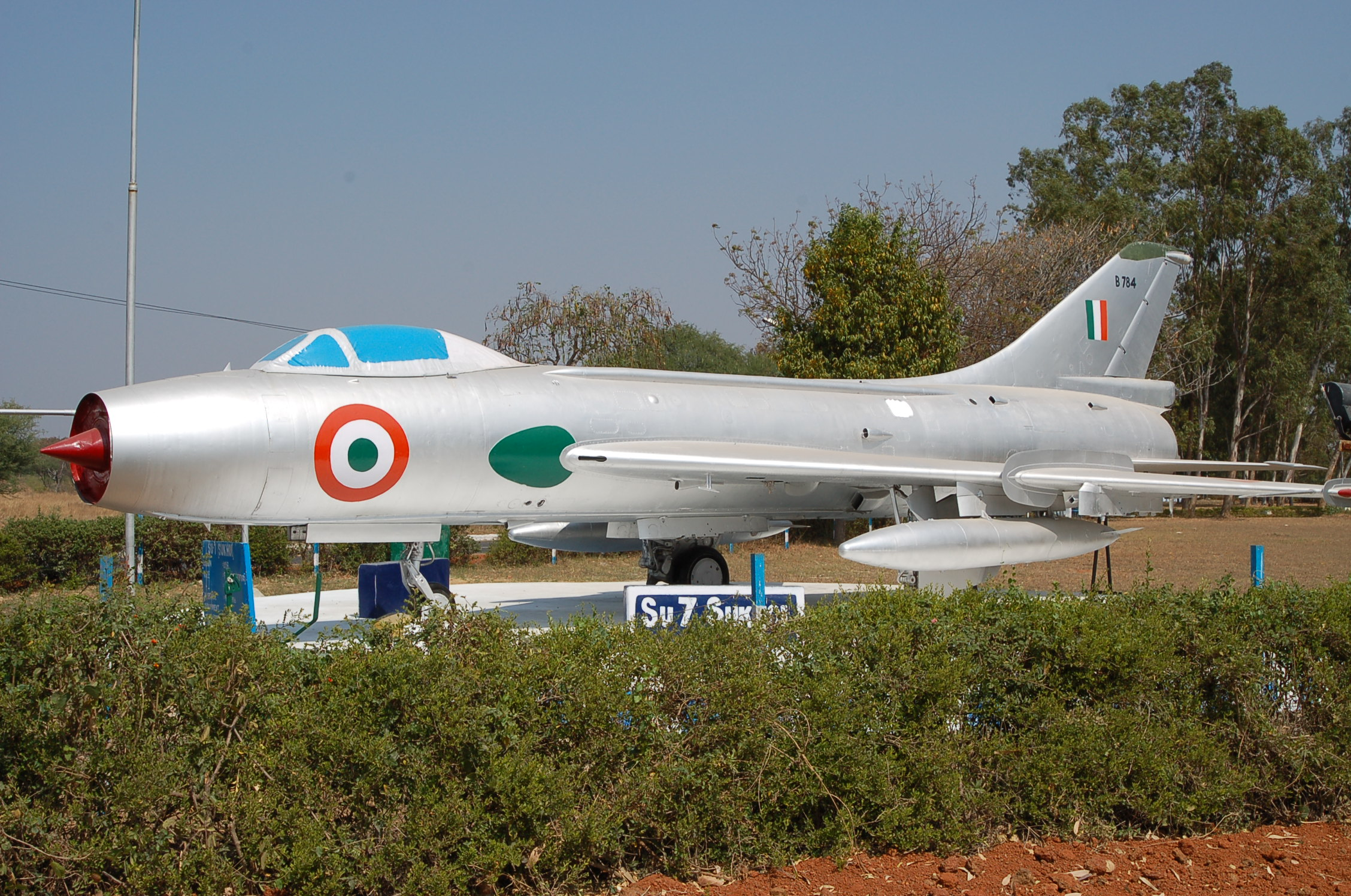
Suchoj Su-7 v indickém muzeu

- Indické letectvo – 140ks bylo dodáno v roce 1968 a vybavilo šest perutí. Bylo poskytnuto dalších 14 strojů. Poslední letouny byly vyřazeny v roce 1986.[3]

 Irák
- Irácké letectvo – První kontrakt až na 34 Su-7BMK byl podepsán v roce 1965, přičemž dodávky začaly na jaře 1967. Dodatečná objednávka na 20 Su-7BMK byla podepsána v červenci 1967. Vyřazeny

 Polsko
- Polské letectvo – provozovalo 6 Su-7BM, 33 Su-7BKŁ a 8 Su-7U od července 1964 do června 1990; vyřazeny

 Sovětský svaz
- Sovětské letectvo

 Sýrie
- Syrské letectvo – Krátce po Šestidenní válce v roce 1967 Sýrie obdržela 25ks Su-7. V jomkipurské válce v roce 1973 přišla Sýrie o většinu dodaných letadel. Po roce 1973 Sovětský svaz dodal Sýrii dalších 35 letadel. V polovině 80. let byl Su-7 převeden do rezerv a v 90. letech byl vyřazen ze služby.

## Specifikace (Su-7BKL)
Zdroj: Green, Suchoj

### Technické údaje
- Posádka: 1
- Délka: 16,80 m
- Rozpětí: 9,31 m
- Výška: 4,99 m
- Nosná plocha: 34 m²
- Hmotnost prázdného letounu: 8 937 kg
- Vzletová hmotnost: 13 570 kg
- Maximální vzletová hmotnost: 15 210 kg
- Pohonná jednotka: 1 × proudový motor Ljulka AL-7F-1 o tahu 66,6 kN (94,1 kN s přídavným spalováním)
- Zásoba paliva: 3 220 kg

### Výkony
- Maximální rychlost:
  - Na úrovni mořské hladiny: 1 150 km/h
  - V letové hladině: 2 150 km/h
- Dolet: 1 650 km
- Dostup: 17 600 m
- Počáteční stoupavost: 160 m/s
- Plošné zatížení: 434,8 kg/m²
- Poměr tah / hmotnost: 0,71
- Délka startu: 950 m
- Délku přistání: 700 m

### Výzbroj
- Hlavňová výzbroj: 2 × 30 mm automatický kanón Nudelman-Richtěr NR-30 (70 nábojů na zbraň, celkem 140 ran)
- Závěsy: 4 × závěs pod křídlem a 2 × závěs pod trupem na 2 000 kg (4 400 lb) jednorázového nákladu.[6] 2 × vyhrazeno pro přídavné nádrže o objemu 2 300 l (510 imp gal; 610 US gal), s možnostmi přepravy kombinací:
  - Rakety: raketnice UB-16-57U pro rakety S-5
  - Pumy:
    - Univerzální puma FAB-250
    - Univerzální puma FAB-500
    - Univerzální puma FAB-750
    - Jaderná puma 8U69